# Logicisme
Le logicisme est une attitude vis-à-vis des mathématiques selon laquelle celles-ci sont une extension de la logique et donc que tous les concepts et théories mathématiques sont réductibles à la logique. Si ce programme était réalisable, il pourrait soutenir le positivisme logique en particulier, et le réductionnisme en général. Bertrand Russell et Alfred North Whitehead ont défendu cette approche, créée par le mathématicien Gottlob Frege.
Le logicisme a joué un rôle clé dans le développement de la philosophie analytique au XXe siècle.

## Origine du mot «logicisme»
Ivor Grattan-Guinness indique que le mot français « logicisme » a été « introduit par Couturat et d'autres en 1904 au Congrès mondial de philosophie», et a été utilisé par Russell et d'autres à partir de là, dans des versions appropriées à différents langages. » (G-G 2000: 501).
Apparemment, la première (et seule) utilisation par Russell est apparue dans son ouvrage de 1919 (Introduction à la philosophie mathématique) : Russell s'y réfère plusieurs fois à Frege, le présentant comme "le premier qui a réussi à «logiciser» les mathématiques" (p. 7). Ce passage est remarquable pour le mot mis entre guillemets, qu'il n'a jamais utilisé de nouveau. Le mot « logicisme » n'a alors émergé que dans les années 1920 » (GG 2002: 434).
Dans un même temps que Carnap (1929), mais apparemment indépendamment, Fraenkel (1928) a utilisé le mot: « Sans commentaire, il a utilisé le mot « logicisme » pour caractériser la position de Whitehead et Russell (dans le titre de la section p. 244, explications sur p. 263) » (GG 2002: 269). Carnap a utilisé un mot légèrement différent 'Logistik'; (G-G 2002: 501). En fin de compte « la propagation est principalement due à Carnap, à partir de 1930. » (G-G 2000: 502).

## Frege, Russell et Whitehead
Louis Couturat, Bertrand Russell et Alfred North Whitehead ont soutenu cette théorie créée par Gottlob Frege. Gottlob Frege abandonna le projet après que Russell eut découvert un paradoxe mis en lumière par une contradiction dans la théorie naïve des ensembles. Russell et Whitehead continuèrent le projet dans leur ouvrage Principia Mathematica.

## Le néo-logicisme
Bien que l'arithmétique ait été réduite par Cantor à la théorie des ensembles, la théorie des ensembles elle-même n'a jamais pu être dérivée de la logique pure. Or, le théorème d'incomplétude de Gödel, découvert en 1931, a montré que tout système assez riche pour formaliser l'arithmétique contiendrait des vérités qui ne pourraient pas être démontrées à l'intérieur de ce système. Cela mit donc fin au programme initial du logicisme.
Bien que l'ambition de ce projet réductionniste ait ainsi dû être revue à la baisse, la majeure partie des mathématiques modernes continue aujourd'hui à être pensée par de nombreux mathématiciens et logiciens comme étant réductible à une logique qui se baserait sur l'axiomatique de la théorie de Zermelo-Fraenkel, laquelle ne présente pas, pour le moment, de contradictions connues. Il y a ainsi un néo-logicisme, qui se fonde en particulier sur le dit « principe de Hume », et défendu en particulier par Crispin Wright et Bob Hale.